# Bois de charpente nord-américain

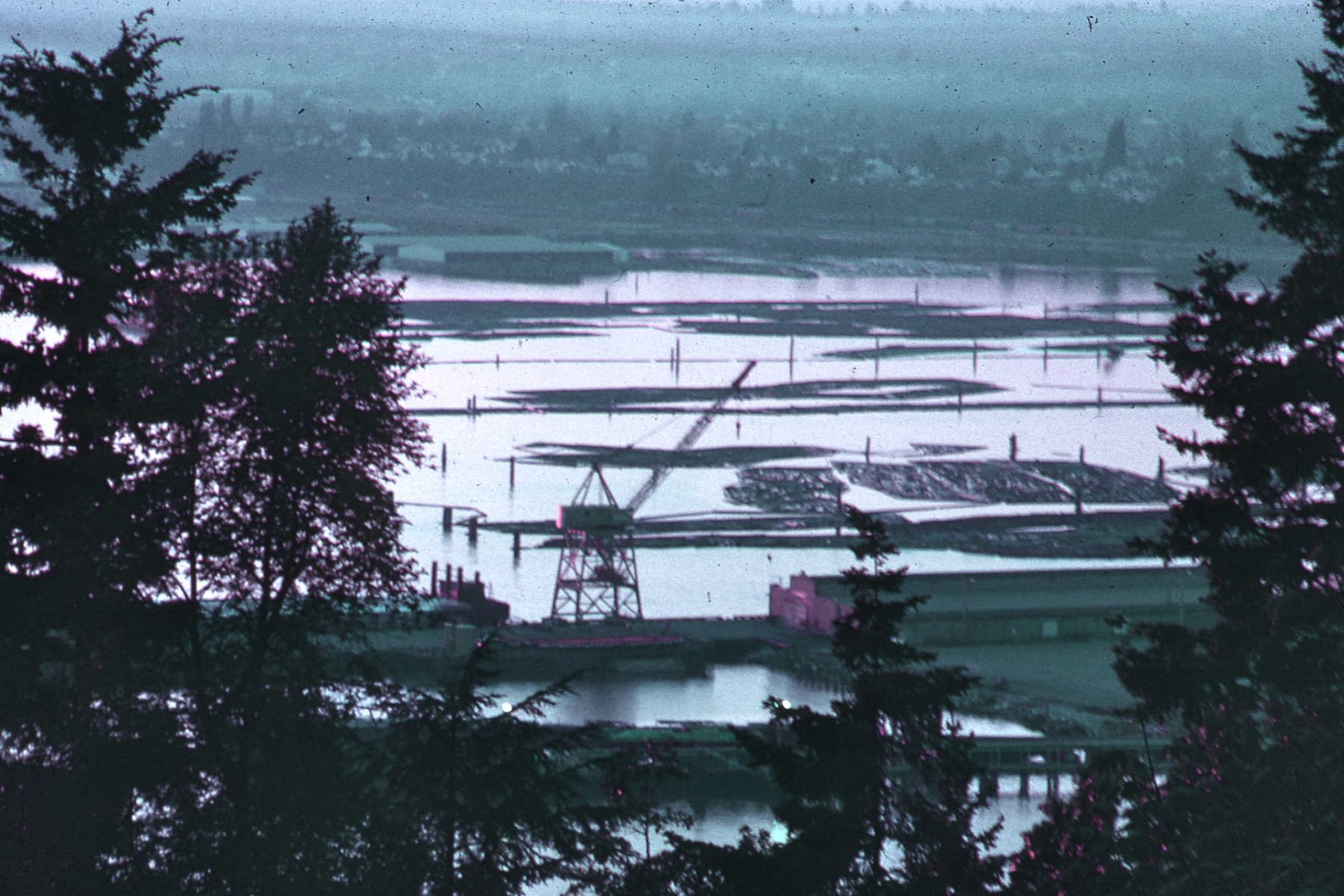
Le port de Bellingham, Washington, rempli de rondins, 1972

Milieu XXe siècle, la construction des maisons aux États-Unis a migré massivement vers une toute nouvelle manière de concevoir la charpente, le « balloon frame », manière simple de concevoir la charpente, autour de ressources semblait-il illimitées en bois et d'une industrie du clou en expansion, et qui va devenir un des moteurs de l'expansion de la colonisation vers l'Ouest. Vers 1930 le « balloon frame » a été supplanté par le « platform frame », qui utilise moins de bois et des bois de plus petites tailles, mais s'articulant toujours autour d'un vocabulaire de montants standardisés, appelés « stud », dont la normalisation a été complétée dès 1924. En 2021 aux États-Unis, plus de 92 % des nouvelles maisons unifamiliales étaient à ossature de bois. Biens nantis en forêts, les États-Unis dépendent également des exportations canadiennes pour leur bois d'œuvre.

## Secteur
Aux États-Unis, plus de 92 % des nouvelles maisons unifamiliales sont à ossature de bois. En outre, la quantité de bois consommée par les marchés de la réparation et de la rénovation a considérablement augmenté depuis 1982, représentant environ un tiers du bois acheté aux États-Unis (en 1991). L'application principale du bois aux États-Unis va au bois de charpente, comptant pour près de 85 % du bois utilisé pour construire une maison. Au Québec, environ 90 % des bâtiments résidentiel sont construits en ossature légère en bois et 27% dans le secteur non résidentiel (2017); la réglementation de Québec autorise de construire jusqu’à six étages avec ce matériau.
En 2013, 75% des nouvelles constructions résidentielles aux États-Unis utilisaient la technique de construction à ossature croisée dite « balloon frame ». Conjuguée à la production industrielle massive de clous, à la déforestation massive du Michigan, le « balloon frame » démarre à Chicago en 1833 et devient le moteur de l'expansion de la colonisation vers l'Ouest. Chicago était entièrement construite selon cette technique avant le Grand incendie de Chicago de 1871. Un des avantages saillant du balloon frame était la rapidité déconcertante de sa réalisation, qui le fit préférer à tout autre mode de construction. Début XXe siècle, le balloon framing à partir de montants préfabriqués fut totalement accepté et adapté à la production massive de maisons. Emblématique de cette période, The Aladdin Company, parfois appelée Aladdin Readi-Cut Houses, pionnière dans l'industrie de la vente par correspondance, est la première à proposer dès 1906 une véritable maison en kit composée de pièces prédécoupées. À l'image de la construction en acier qui se développe dans les premiers gratte-ciels et qui montre une préfabrication poussée en atelier, la construction des maisons Aladdin repose sur des éléments coupés sur mesure par des machines électriques dans les usines Aladdin, marquées et numérotées prêtes à être montée.
Une autre révolution arriva avec la production de panneaux.
Un peu moins du quart de la production mondiale de sciage est consommé en Amérique du Nord.
Au Canada 43% des prélèvement de bois vont à la production de bois d'œuvre, et 10% à la production de panneaux OSB. 80 % de la production canadienne de bois d'œuvre va à l'exportation dont 80 % vers les États-Unis. Les États-Unis en 2019, ont produit environ 59,8 millions de m3 de bois d'œuvre résineux; 17,9 million de m3 de sciages feuillus ; 21,2 million de m3 de panneaux structuraux; 0,5 million de m3 de bois d'ingénierie (lamellé-collé et LVL) ; 464 millions de pieds linéaires de poutres en I , et 11,8 million de m3 de panneaux non structuraux.
Les États-Unis sont le deuxième plus gros consommateur mondial de sciages (après la Chine), consommant en 2018, 101 million de m3 de bois de sciage. La construction résidentielle neuve en 2019 y a consommé 26,5 million de m3; la rénovation (R&R) 31,9 million de m3; l'industrie (et autre); 16,2 million de m3, et la construction non résidentielle; 7,7 million de m3.
Au Québec, environ 90 % des bâtiments résidentiel sont construits en ossature légère en bois et 27% dans le secteur non résidentiel, secteur amené à se développer (2017); la réglementation de Québec autorise de construire jusqu’à six étages avec ce matériau.
Au Canada, la production de papier et de panneaux, ainsi que la cogénération à partir de bois, utilise principalement les résidus de la production du bois d'œuvre (première transformation, copeaux, sciure, raboture),.

## Terminologie anglaise
Aux États-Unis et au Canada, les planches usinées sont appelées lumber, tandis que les arbres sur pied ou abattus sont appelés timber. Par contre, en Grande-Bretagne, en Irlande, et dans de nombreux autres pays du Commonwealth, le terme timber est utilisé dans les deux sens (Le mot lumber est rarement utilisé en relation avec le bois et a plusieurs autres significations).
Le bois d'œuvre (lumber ou timber) est du bois qui a été transformé en poutres et en planches (beam, plank), une étape du processus de production du bois. Le bois dans la construction est principalement utilisé à des fins structurelles, mais a également de nombreuses autres utilisations.
Le bois peut être fourni soit brut de sciage (rough-sawn, un bois qui est partiellement préparé, ou bien préparé pour un usage pour lequel il n'y a pas d'exigence), soit corroyé ou (raboté) sur une ou plusieurs de ses faces. Le bois brut (en dehors de son utilisation comme bois à pâte (en)) est aussi la matière première pour la fabrication de meubles et la fabrication d'autres articles nécessitant une coupe et un façonnage. Il est disponible dans de nombreuses essences de feuillus et de résineux.
Les grumes sont transformées en bois d'œuvre en étant sciées, équarries ou fendues. Le sciage à la scie à refendre est la méthode la plus courante, car le sciage permet d'utiliser des grumes de moindre qualité, au fil irrégulier et comportant de gros nœuds, elle est en outre plus économique. Il existe différents types de débit :
- Sciage ordinaire ou débit en plot (plain sawn, flat sawn, through et through, bastard sawn) – Une grume sciée de part en part sans ajuster la position de la grume et le fil traverse la largeur des planches.
- Sciage sur quartier et scié sur rift – bois scié de sorte que les cernes annuels soient raisonnablement perpendiculaires aux côtés (et non aux bords) du bois. En anglais les termes Quarter sawn and rift sawn ont été confondus dans l'histoire.
- Boxed heart (cœur inclus[11] ou cœur renfermé[12]) – avec une certaine tolérance le cœur est inscrit dans la pièce sur toute sa longueur ;
- Heart center (centre de cœur[13]) – le noyau central d'une grume;
- Free of heart center, FOHC (exempt de centre de cœur) – Un bois coupé latéralement sans moelle;
- Free of knots, FOK (exempt de nœuds) – aucun nœud n'est présent.

Le bois fini est fourni dans des tailles standard, principalement pour l'industrie de la construction - principalement du bois résineux, à partir d'espèces de conifères, compris le pin, le sapin et l'épicéa (au Canada, ils sont collectivement appelés spruce-pine-fir), le cèdre et au Canada la pruche, mais aussi du bois dur, pour des matériaux de sol de haute qualité. La charpente classique européenne a fait usage de chêne. De manière générale, de nos jours, le bois d'œuvre est plus souvent fabriqué à partir de résineux que de feuillus, et 80% du bois provient de résineux.
La dénomination des bois découle de leur usage.
- Forme carrée ou rectangulaire: Plank, slat, batten, board, lath, strapping (typically 3⁄4 in × 1+1⁄2 in), cant (une bûche partiellement sciée, telle que sciée sur deux côtés ou équarrie à une grande taille, puis resciée en bois d'œuvre. Un flitch est un type de sciage avec flache sur un ou les deux côtés destiné à d'autres conversions (quartelot[15]). Diverses pièces sont également connues par leurs utilisations telles que post, beam, (girt), stud, rafter, joist, sill plate, wall plate.
- Forme ronde: pole, (dowel), stick (staff, baton)

Le bois rescié (en anglais : remanufactured lumber) est le résultat de la transformation secondaire ou tertiaire du bois déjà scié. Plus précisément, il s'agit du bois coupé à des fins industrielles ou d'emballage en bois. Le bois est coupé par une scie à refendre (la machine est appelée refendeuse (en)), pour créer des dimensions qui ne sont généralement pas traitées par une scierie primaire. Le re-sciage (Re-sawing) est le fractionnement de 25 par 300 millimètres (1 par 12 pouces) de bois dur ou de bois résineux en deux ou plusieurs morceaux plus minces de planches pleine longueur. Par exemple, diviser un bois de 50 x 100 mm (2 x 4 pouces) de 3 mètres (10 pieds) de long en deux 25 x 100 mm (1 x 4 pouces) de la même longueur est considéré comme un re-sciage.

## Bois de dimension

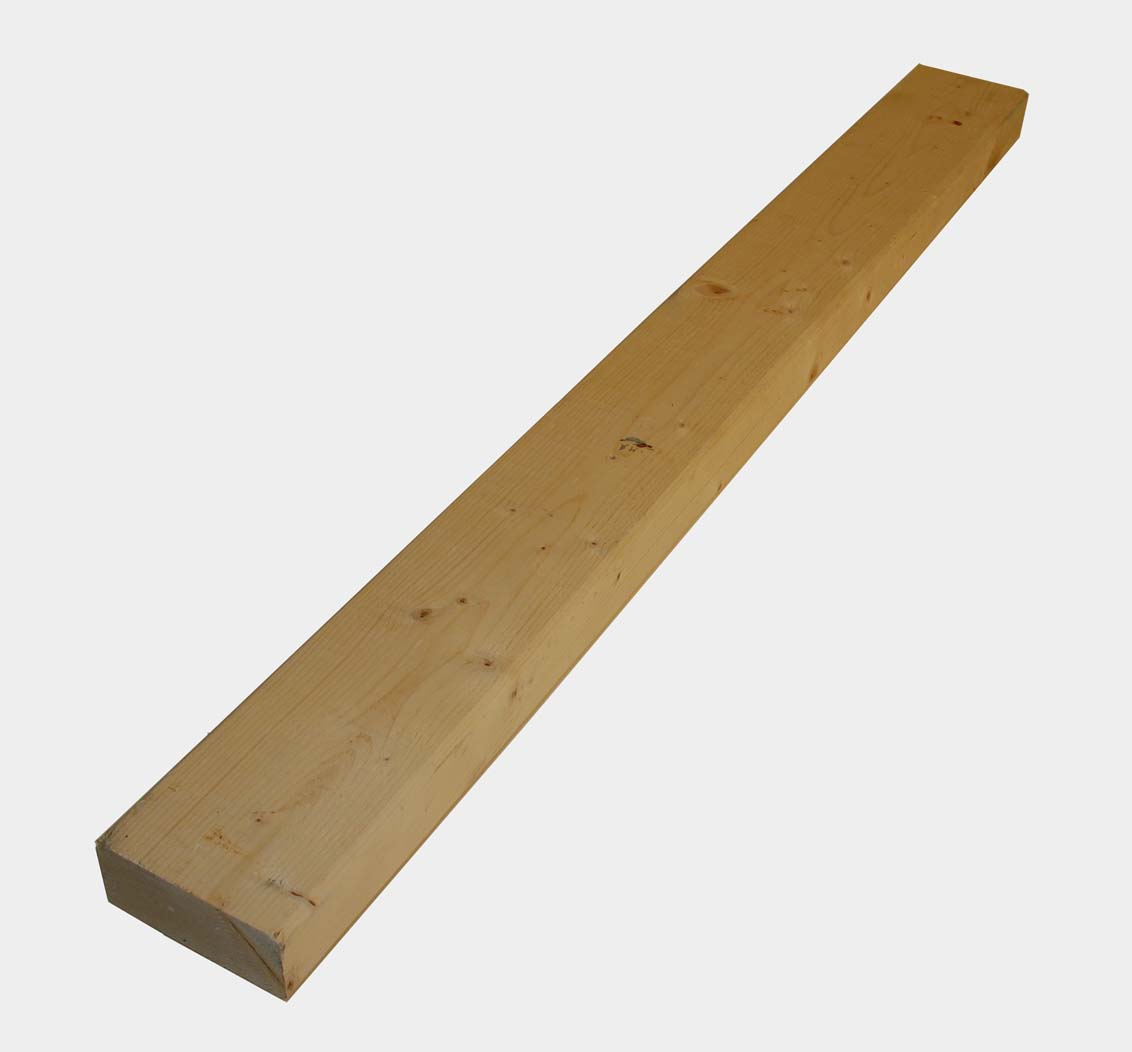
Une planche commune de 50 sur 100 mm (2 par 4 pouces)

Le bois de dimension est du bois qui est coupé à une largeur et une profondeur normalisées, souvent spécifiées en millimètres ou en pouces.
En Amérique du Nord, dans le monde anglo-saxon, les charpentiers utilisent largement le bois de dimension pour établir l'ossature des bâtiments en bois. Les tailles courantes incluent 2 × 4 pouces (two-by-four, et d'autres variantes, telles que four-by-two en Australie, en Nouvelle-Zélande et au Royaume-Uni), 2 × 6 et 4 × 4 pouces. La longueur d'une planche est généralement spécifiée séparément de la largeur et de la profondeur. Il est ainsi possible de trouver des 2 × 4 pouces de quatre, huit et douze pieds de long. Au Canada et aux États-Unis, les longueurs standard de bois sont de 6, 8, 10, 12, 14, 16, 18, 20, 22 et 24 pieds (180, 240, 300, 370, 430, 490, 550, 610, 670 et 730 cm). Pour l'ossature murale, des longueurs de poteau prédécoupés sont disponibles et sont couramment utilisées. Pour les hauteurs de plafond de 8, 9 ou 10 pieds (2,40 ; 2,70 ou 3,00 m), les montants sont disponibles en 92+5⁄8 pouces (2,35 m), 104+5⁄8 de pouces (2,66 m) et 116+5⁄8 de pouces (2,96 m)[réf. nécessaire].

### Résineux nord-américains
La longueur d'une unité de bois de dimension est limitée par la hauteur et la circonférence de l'arbre à partir duquel elle est sciée. En général, la longueur maximale est de 24 pieds (7,32 m). Les produits en bois d'ingénierie, fabriqués en liant des brins, des particules, des fibres ou des placages de bois, avec des adhésifs, pour former des matériaux composites, offrent plus de flexibilité et une plus grande résistance structurelle que les matériaux de construction en bois typiques.
Les montants d'ossature prédécoupés font gagner beaucoup de temps à un monteur de charpente, car ils sont prédécoupés par le fabricant pour être utilisés dans des applications de plancher de 8, 9 et 10 pieds, ce qui signifie que le fabricant a retiré quelques pouces ou centimètres à la pièce pour autoriser la lisse d'assise et la double lisse supérieure sans dimensionnement supplémentaire nécessaire.
EN Amérique, les two-bys (2 × 4, 2 × 6, 2 × 8, 2 × 10 et 2 × 12), du nom de l'épaisseur traditionnelle de la planche en pouces, avec les 4×4 (89 mm × 89 mm), sont des tailles de bois courantes utilisées dans la construction moderne. Ce sont les blocs de construction de base pour des structures courantes telles que les logements à ossature de type balloon-frame ou platform-frame. Le bois de dimension fabriqué à partir de résineux est généralement utilisé pour la construction, tandis que les planches de bois dur sont plus couramment utilisées pour la fabrication de placard ou de meubles.
Les valeurs nominales (en) du bois sont supérieures aux dimensions standard réelles du bois fini. Historiquement, les dimensions nominales étaient la taille des bois verts (non séchés), brutes (non finis) qui sont finalement devenues du bois fini plus petit par séchage et rabotage (pour rendre lisse le bois). Aujourd'hui, les normes spécifient les dimensions finies finales et l'usine coupe les grumes à la taille dont elle a besoin pour atteindre ces dimensions finales. En règle générale, cette coupe grossière est plus petite que les dimensions nominales car la technologie moderne permet d'utiliser les grumes plus efficacement. Par exemple, une planche « 2 × 4 » a commencé historiquement comme une planche verte et rugueuse véritablement de 2 par 4 pouces (51 mm × 102 mm) . Après séchage et rabotage, elle devait être plus petite d'une dimension non standard. Aujourd'hui, une planche « 2 × 4 » commence comme quelque chose de plus petit que 2 pouces sur 4 pouces et non spécifié par les normes, et après séchage et rabotage mesure au minimum 1+1⁄2 par 3+1⁄2 pouces 38 mm × 89 mm).
| Nominal | Actual       | Actual   | Nominal | Actual        | Actual   | Nominal | Actual        | Actual   | Nominal | Actual        | Actual    | Nominal | Actual        | Actual    |
| pouces  | pouces       | mm       | pouces  | pouces        | mm       | pouces  | pouces        | mm       | pouces  | pouces        | mm        | pouces  | pouces        | mm        |
| ------- | ------------ | -------- | ------- | ------------- | -------- | ------- | ------------- | -------- | ------- | ------------- | --------- | ------- | ------------- | --------- |
| 1 × 2   | 3⁄4 × 1 ⁄2   | 19 × 38  | 2 × 2   | 1 ⁄2 × 1 ⁄2   | 38 × 38  |         |               |          |         |               |           |         |               |           |
| 1 × 3   | 3⁄4 × 2 1⁄2  | 19 × 64  | 2 × 3   | 1 ⁄2 × 2 1⁄2  | 38 × 64  |         |               |          |         |               |           |         |               |           |
| 1 × 4   | 3⁄4 × 3 1⁄2  | 19 × 89  | 2 × 4   | 1 ⁄2 × 3 1⁄2  | 38 × 89  | 4 × 4   | 3 1⁄2 × 3 1⁄2 | 89 × 89  |         |               |           |         |               |           |
| 1 × 5   | 3⁄4 × 4 1⁄2  | 19 × 114 |         |               |          |         |               |          |         |               |           |         |               |           |
| 1 × 6   | 3⁄4 × 5 1⁄2  | 19 × 140 | 2 × 6   | 1 ⁄2 × 5 1⁄2  | 38 × 140 | 4 × 6   | 3 1⁄2 × 5 1⁄2 | 89 × 140 | 6 × 6   | 5 1⁄2 × 5 1⁄2 | 140 × 140 |         |               |           |
| 1 × 8   | 3⁄4 × 7 1⁄4  | 19 × 184 | 2 × 8   | 1 ⁄2 × 7 1⁄4  | 38 × 184 | 4 × 8   | 3 1⁄2 × 7 1⁄4 | 89 × 184 |         |               |           | 8 × 8   | 7 1⁄2 × 7 1⁄2 | 191 × 191 |
| 1 × 10  | 3⁄4 × 9 1⁄4  | 19 × 235 | 2 × 10  | 1 ⁄2 × 9 1⁄4  | 38 × 235 |         |               |          |         |               |           |         |               |           |
| 1 × 12  | 3⁄4 × 11 1⁄4 | 19 × 286 | 2 × 12  | 1 ⁄2 × 11 1⁄4 | 38 × 286 |         |               |          |         |               |           |         |               |           |

Comme indiqué précédemment, il est désormais nécessaire d'avoir moins de bois pour produire une taille finie donnée, que lorsque les normes exigeaient que le bois vert fournisse la dimension nominale complète. Cependant, les dimensions même du bois fini d'une taille nominale donnée ont changé au fil du temps. En 1910, pour un fini typique 1-pouce (25 mm) la planche était de 13⁄16 pouces (21 mm). En 1928, ces dimensions ont été réduites de 4%, et encore de 4% en 1956. En 1961, lors d'une réunion à Scottsdale, en Arizona, le Committee on Grade Simplification and Standardization a convenu de ce qui est aujourd'hui la norme américaine actuelle : en partie, la dimension après corroyage d'une planche de 1 pouce (nominale) a été fixée à 3⁄4 pouce; tandis que la dimension après corroyage de 2 pouces (nominal) de bois a été réduite de1 5⁄8 pouce au actuel 1 1⁄2 pouce.
Le bois de dimension est disponible à l'état vert, non fini, et pour ce type de bois, les dimensions nominales sont les dimensions réelles.

### Classements et normes
Les pièces de bois individuelles présentent une large gamme de qualité et d'apparence en ce qui concerne les nœuds, la pente du fil, les fentes et autres caractéristiques naturelles. Par conséquent, leur force, leur utilité et leur valeur varient considérablement.
La décision d'établir des normes nationales pour le bois aux États-Unis a commencé avec la publication de l'American Lumber Standard en 1924, qui établissait des spécifications pour les dimensions, la qualité et la teneur en humidité du bois; il a également élaboré des programmes d'inspection et d'accréditation. Ces normes ont changé au fil des ans pour répondre aux besoins changeants des fabricants et des distributeurs, dans le but de maintenir la compétitivité du bois d'œuvre par rapport aux autres produits de construction. Les normes actuelles sont établies par l'American Lumber Standard Committee, nommé par le secrétaire au Commerce des États-Unis.
Les valeurs de conception pour la plupart des espèces et des qualités de produits structuraux classés visuellement sont déterminées conformément aux normes ASTM, qui tiennent compte de l'effet des caractéristiques de réduction de la résistance, de la durée de la charge, de la sécurité et d'autres facteurs d'influence. Les normes applicables sont basées sur les résultats d'essais menés en collaboration avec le laboratoire des produits forestiers de l'USDA. Les valeurs de conception pour la construction en bois, qui est un supplément à la norme ANSI/AF&PA National Design Specification® for Wood Construction, fournit ces valeurs de conception du bois, qui sont reconnues par les codes modèles du bâtiment.
Le Canada a des règles de classement qui maintiennent une norme entre les usines fabriquant des bois similaires pour assurer aux clients une qualité uniforme. Les grades normalisent la qualité du bois à différents niveaux et sont basés sur la teneur en humidité, la taille et la fabrication au moment du classement, de l'expédition et du déchargement par l'acheteur. La National Lumber Grades Authority (NLGA) est responsable de la rédaction, de l'interprétation et de la mise à jour des règles et des normes canadiennes de classement du bois d'œuvre. Le Conseil canadien d'accréditation des normes relatives au bois d'œuvre (CLSAB) surveille la qualité du système canadien de classement et d'identification du bois d'œuvre.
Les tentatives de maintenir la qualité du bois au fil du temps ont été remises en question par les changements historiques dans les ressources en bois des États-Unis - des forêts primaires à croissance lente communes il y a plus d'un siècle aux plantations de forêt à croissance rapide maintenant courantes dans les forêts commerciales d'aujourd'hui. La baisse de qualité du bois d'œuvre qui en a résulté a préoccupé à la fois l'industrie du bois d'œuvre et les consommateurs et a entraîné une utilisation accrue de produits de construction alternatifs,.
Le bois de charpente évalué dans sa résistance par machine est facilement disponible pour les utilisations finales où une résistance élevée est essentielle, comme les fermes, les chevrons, le matériel de stratification, les poutres en I (en) et les jonctions d'âme. Le classement mécanique mesure une caractéristique telle que la rigidité ou la densité qui est en corrélation avec les propriétés structurelles d'intérêt, telles que la résistance à la flexion. Le résultat est une compréhension plus précise de la résistance de chaque pièce de bois qu'il n'est possible avec du bois classé visuellement, ce qui permet aux concepteurs d'utiliser les éléments de résistance proche de leur conception et d'éviter le surdimensionnement.

### Feuillus nord-américains
En Amérique du Nord, les pratiques du marché pour le bois d'œuvre dimensionnel fabriqué à partir de feuillus  varient considérablement par rapport aux tailles standardisées de « bois d'œuvre dimensionnel » utilisées pour la vente et la spécification des bois résineux - les planches de bois dur sont souvent vendues totalement brutes de coupe, ou raboté à la machine uniquement sur les deux faces (les plus larges). Lorsque les planches de bois dur sont également fournies avec des faces rabotées, c'est généralement à la fois par des largeurs aléatoires d'une épaisseur spécifiée (normalement correspondant au fraisage de bois de dimension de résineux) et des longueurs quelque peu aléatoires. Mais en plus de ces situations plus anciennes (traditionnelles et normales), certaines gammes de produits ont été élargies ces dernières années pour commercialiser également des planches dans des tailles de stock standard ; ceux-ci sont généralement vendus au détail dans des magasins à grande surface et n'utilisent qu'un ensemble relativement restreint de longueurs spécifiées ; dans tous les cas, les bois durs sont vendus au consommateur au pied-planche (144 pouces cubes ou 2 360 centimètres cubes ), alors que cette mesure n'est pas utilisée pour les bois tendres chez le détaillant (à la connaissance de l'acheteur).
| Nominale (taille brute de sciage) | S1S (surface d'un côté)                                    | S2S (surface sur deux côtés)                                 |
| --------------------------------- | ---------------------------------------------------------- | ------------------------------------------------------------ |
| 1⁄2 in                            | 3/8 po (10 mm)                                             | 5/16 po (8 mm)                                               |
| 5⁄8 in                            | 1/2 po (13 mm)                                             | 7/16 po (11 mm)                                              |
| 3⁄4 in                            | 5/8 po (16 mm)                                             | 9/16 po (14 mm)                                              |
| 1 in ou 4⁄4 in                    | 7/8 po (22 mm)                                             | 13/16 po (21 mm)                                             |
| 1 ⁄4 in ou 5⁄4 in                 | 1+1/8 po ( Unité « » inconnue du modèle {{Conversion}}.)   | 1+1/16 po ( Unité « » inconnue du modèle {{Conversion}}.)    |
| 1 ⁄2 in ou 6⁄4 in                 | 1+3/8 po ( Unité « » inconnue du modèle {{Conversion}}.)   | 1+5/16 po ( Unité « » inconnue du modèle {{Conversion}}.)    |
| 2 in ou 8⁄4 in                    | 1+13/16 po ( Unité « » inconnue du modèle {{Conversion}}.) | 1+3/4 pouces ( Unité « » inconnue du modèle {{Conversion}}.) |
| 3 in ou 12⁄4 in                   | 2+13/16 po ( Unité « » inconnue du modèle {{Conversion}}.) | 2+3/4 po ( Unité « » inconnue du modèle {{Conversion}}.)     |
| 4 in ou 16⁄4 in                   | 3+13/16 po ( Unité « » inconnue du modèle {{Conversion}}.) | 3+3/4 po ( Unité « » inconnue du modèle {{Conversion}}.)     |

Toujours en Amérique du Nord, le bois de feuillus est couramment vendu dans un système «quart», en se référant au épaisseur; 4/4 (quatre quarts) fait référence à une planche de 1 pouce d'épaisseur (25 mm), 8/4 (huit quarts) est une planche de 2 pouces d'épaisseur (51 mm), etc. Ce système de «quart» est rarement utilisé pour le bois d'œuvre résineux; bien que les terrasses en bois tendre soient parfois vendues en 5/4, même si elles ont en fait une épaisseur d'un pouce (à partir du fraisage 1⁄8 pouce ou 3,2 mm de chaque côté dans une étape de production de rabotage motorisée). Le système de référence « quart » est une nomenclature traditionnelle de l'industrie du bois d'œuvre nord-américaine utilisée spécifiquement pour indiquer l'épaisseur du bois de sciage brut de feuillus.
Dans le cas du bois brut de sciage, il clarifie immédiatement que le bois n'est pas encore usiné, évitant ainsi toute confusion avec le bois de dimension usiné qui est mesuré en tant qu'épaisseur réelle après usinage. Exemples -3⁄4 pouces, 19 mm, ou 1x. Au cours des dernières années les architectes, les concepteurs et les constructeurs ont commencé à utiliser le système "quart" dans les spécifications comme une vogue de connaissances d'initiés, bien que les matériaux spécifiés soient du bois fini, confondant ainsi les systèmes séparés et semant la confusion.
Les feuillus coupés pour les meubles sont coupés en automne et en hiver, après que la sève a cessé de couler dans les arbres. Si les bois durs sont coupés au printemps ou en été, la sève ruine la couleur naturelle du bois et diminue la valeur du bois pour les meubles.

## Prix
Plusieurs facteurs influent sur l'offre et la demande de bois d'œuvre, qui, à leur tour, influent sur le prix du bois d'œuvre. Ceux-ci comprennent les changements dans la demande du marché du logement, le rôle croissant de la réglementation fédérale dans la détermination de la quantité de terres disponibles pour la récolte professionnelle, les droits sur le bois importé du Canada et les nouvelles normes de conception pour les différentes qualités et essences de bois.

## Alternatives au bois brut

### Bois d'ingénierie
Des alternatives aux produits de bois et de contreplaqué conventionnels sont envisagés.
Les produits de bois d'ingénierie (en anglais : Engineered wood products, EWP) représentent une classe d'éléments structuraux en bois qui ont évolué depuis la seconde moitié du XXe siècle combinant des placages et des fibres de bois avec des adhésifs, dans des poutres, des linteaux, des solives, des panneaux et d'autres produits de qualité et de résistance uniformément élevées. Les EWP utilisent efficacement des matériaux qui autrefois étaient écartés, par exemple le bois d'arbres plus petits et d'essences inférieures. L'histoire de ces produits est en grande partie celle des adhésifs. Les progrès de la technologie des adhésifs depuis les années 1950, ont rendu possible une grande variété de composites. Les résines phénol-formaldéhyde et urée-formaldéhyde sont les adhésifs les plus courants. Les résines phénoliques sont plus chères que les résines d'urée, mais sont imperméables et constituent la résine de choix pour les produits à usage structurel. Des adhésifs à base d'4,4'-MDI (methylene diphenyl isocyanate, MDI) et de MDI polymère (PMDI) sont aussi utilisé depuis les années 1990, comportant comme avantage, un temps de pressage plus court, il donnerait une stabilité dimensionnelle accrue au produit fini et produirait moins de dégazage que pour les formaldéhydes.
. Les principales catégories de bois d'ingénierie sont :
- Lamibois ou bois en placage stratifié ou LVL pour Laminated veneer lumber– Le LVL vient en épaisseurs de 1+3⁄4-inch (44 mm) avec des profondeurs telles que 9+1⁄2, 11+7⁄8, 14, 16, 18 et 24 pouces (240, 300, 360, 410, 460 and 610 mm), et sont souvent doublées ou triplées. Ils fonctionnent comme des poutres pour fournir un support sur de grandes portées, telles que dans les cas de murs porteur supprimés et les ouvertures de porte de garage, les endroits où le bois de dimension est insuffisant, ainsi que pour les zones où une charge lourde est supportée depuis un étage, un mur ou un toit sur une courte portée pour laquelle le bois de dimension n'est pas pratique. Ce type de bois est compromis si altéré par des trous ou des encoches n'importe où dans la portée ou aux extrémités, mais des clous peuvent y être enfoncés partout où cela est nécessaire pour ancrer la poutre ou pour ajouter des étriers pour des solives en I ou les solives en bois de dimension qui se terminent à un poutre LVL.
- Poutrelle en I en bois - parfois appelées TJI, Trus Joists ou BCI, qui sont toutes des marques de poutrelles en I en bois, elles sont utilisées pour les solives de plancher aux étages supérieurs et également dans la construction de fondations conventionnelles au premier étage sur piliers par opposition à la construction de planchers en dalles. Elles sont conçues pour de longues portées et sont doublés aux endroits où un mur sera aligné au-dessus d'eux, et parfois triplés là où de lourds murs de soutènement chargés par le toit sont placés au-dessus d'eux. Elles se composent d'une aile supérieure et inférieure en bois de dimension, réunies par une âme en panneau de particules orientées (OSB) (ou, plus récemment, un treillis en acier qui permet le passage des services sans découpe). L'âme peut être retirée jusqu'à certaines tailles ou formes selon les spécifications du fabricant ou de l'ingénieur, mais pour les petits trous, les poutrelles en I en bois sont livrées avec des débouchures (knockouts), qui sont des zones perforées et prédécoupées où les trous peuvent être faits facilement, généralement sans approbation technique. Lorsque de grands trous sont nécessaires, ils peuvent généralement être pratiqués dans l'âme, uniquement dans le tiers central de la portée ; les ailes supérieure et inférieure perdent leur intégrité si elles sont coupées. Les tailles et les formes du trou, et généralement le placement d'un trou lui-même, doivent être approuvés par un ingénieur avant la découpe du trou et dans de nombreux domaines, une feuille montrant les calculs effectués par l'ingénieur doit être fournie avant que le trou ne soit approuvé. Certaines solives en I sont fabriquées avec des âmes de style W comme une ferme pour éliminer les coupures et permettre le passage des conduits.
- Bois abouté – les longueurs de bois massif dimensionnés sont généralement limitées à des longueurs de 22 à 24 pieds (6,7–7,3 m), mais peuvent être rallongé par la technique à enture digiforme (finger-joint) en utilisant de petites pièces pleines, généralement de 18 à 24 pouces (460–610 mm) de long, et les assembler au aide de joints à entures multiples et de colle pour produire des longueurs pouvant aller jusqu'à 36 pieds (10,97 m) de long en taille 2×6 pouces. L'aboutage est également prédominant dans les montants muraux prédécoupés. C'est également une alternative abordable pour le bois dur non structurel qui sera peint (la peinture laissera les entures digiformes visibles). Lors de la construction, des précautions sont prises pour éviter de clouer directement dans un joint collé, car des cassures de montant peuvent se produire.
- Poutres en bois lamellé-collé - créées à partir d'un bois en 2 × 4 ou 2 × 6 en collant les faces ensemble pour créer des poutres telles que 4 × 12 ou 6 × 16. En tant que telle, une poutre agit comme une plus grande pièce de bois, éliminant ainsi le besoin de récolter des arbres plus grands et plus âgés pour la même taille de poutre.
- Fermes fabriquées - les fermes sont utilisées dans la construction de maisons en remplacement préfabriqué des chevrons de toit et des solives de plafond (ossatures). Il est considéré comme une installation plus facile et une meilleure solution pour soutenir les toits que l'utilisation d'entretoises et de pannes de bois de dimension comme contreventement. Dans le sud des États-Unis et ailleurs, la charpente en bois avec support de toit en bois de dimension est toujours prédominante. Les principaux inconvénients des fermes sont l'espace de grenier réduit, le temps requis pour l'ingénierie et la commande, et un coût supérieur au bois de dimension nécessaire si le même projet était encadré de manière conventionnelle. Les avantages sont des coûts de main-d'œuvre considérablement réduits (l'installation est plus rapide que l'encadrement conventionnel), la cohérence et les économies globales de calendrier.

### Bois en plastique
Le bois de charpente peut également être produit à partir de plastique recyclé et de nouvelles matières plastiques. Son introduction a été vivement contestée par l'industrie forestière. Le mélange de fibre de verre dans du bois plastique améliore sa résistance, sa durabilité et sa résistance au feu. Le bois de charpente en plastique à renfort de verre peut avoir un indice de propagation de la flamme (en) de classe 1 de 25 ou moins, lorsqu'il est testé conformément à la norme ASTM E 84, ce qui signifie qu'il brûle plus lentement que presque tous les bois traités.

## Pieux en bois
Aux États-Unis, les pieux sont principalement taillés dans des pins jaunes du sud et des sapins de Douglas. Les pilotis traités sont disponibles en rétentions d'arséniate de cuivre chromaté de 0,60, 0,80 et 2,50 livres par pied cube (9,6, 12,8 et 40,0 kg/m3) si un traitement est nécessaire.

## Charpente en bois traditionnelle
Ce que l'on nomme « charpente en bois traditionnelle » (en anglais : Timber Framing) est la manière utilisée en Europe depuis l'époque médiévale de concevoir les structures en bois des maisons. Le pan de bois est le vocabulaire de base des maisons à colombage, ce que l'on appelle en anglais « half-timber house». Dans la « charpente en bois traditionnelle », tout le poids du bâtiment est porté par les poutres massives et les poteaux de la charpente. La charpente traditionnelle en bois était le mode de construction des maisons en bois aux États-Unis des années 1600 jusqu'au milieu du XIXe siècle.
Toutes les grumes étaient au début équarries à la hache et à l'herminette. Avec l'avènement des scieries mécaniques les bois ont encore été équarri à la machine, toutes les assemblages de charpente sophistiqués ont encore été faits à la main. Les constructeurs développaient leurs propres découpes pour réaliser les assemblages de bois. On trouve des combinaisons ingénieuses de mortaises, de tenons, de queues d'aronde, etc. Les poteaux et poutres étaient d'une telle taille qu'ils dépassaient généralement des murs et plafonds. Ces bois massifs étaient le plus souvent enfermés entre des planches lisses rabotées et moulurées. Les restaurateurs contemporains retirent souvent ces coffres pour exposer les bois de charpente, une pratique qui aurait horrifié les constructeurs d'origine. Les constructions de charpente étaient solides et durables. Cependant avec l'avènement du « balloon frame », la charpente classique est rapidement tombée en disgrâce auprès des constructeurs de maisons, du fait du prix plus élevé de la charpente classique. Pourtant, la mystique de la maison de charpente a survécu et nombre d'entreprises proposent encore aujourd'hui de construire en charpente traditionnelle. La construction en « charpente en bois traditionnelle » moderne est de plus en plus populaire aux États-Unis depuis les années 1970.

## Fin de vie
Une étude de l'EPA aux États-Unis montre le scénario typique de fin de vie des déchets en bois provenant des déchets solides municipaux (MSW), des emballages en bois et d'autres produits divers en bois. Sur la base des données de 2018, environ 67 % des déchets en bois ont été enfouis, 16 % incinérés avec valorisation énergétique et 17 % recyclés.

## Système de certification
Aux États-Unis, environ 95,4 millions d'acres, représentant environ 13 % du total des forêts, ont été certifiés avec au moins un système de certification. Trois systèmes de certifications sont mis en place en Amérique du Nord.
| Système de certification                      | American Tree Farm System (ATFS) | Forest Stewardship Council (FSC) | Sustainable Forestry Initiative (en)(SFI) |
| Sponsor                                       | American Forest Foundation (AFF) | Forest Stewardship Council | American Forest & Paper Association (AF&PA) |
| Année de création                             | 1941 | 1993 | 1995 |
| Portée principale                             | États-Unis : propriétaires fonciers privés non industriels de 10 000 acres ou moins | Monde entier: Tous les types de propriété forestière | États-Unis et Canada : forêts industrielles |
| Base de participation                         | Volontaire | Volontaire | Obligatoire pour les membres AF&PA ; volontaire pour les autres |
| Gouvernance                                   | Autonome | Conseil d'administration et membres | Sustainable Forestry Board |
| Développement de normes                       | Panel indépendant et multipartite ; approuvé par le conseil d'administration de l'AFF | Comités de membres et d'intervenants avec participation du public | Conseil de foresterie durable avec la participation du public |
| Options de vérification                       | Double | Tierce requise | Simple, double, ou tierce |
| Système de chaîne de traçabilité mis en œuvre | Oui | Oui | Oui |
| Acres certifiés aux États-Unis (millions)     | 19 | 34.5 | 63 |
| Standards/Principes                           | Engagement à pratiquer une foresterie durable; en accord avec les lois; reboisement et boisement; protection de l'air, de l'eau et du sol; les poissons, la faune, la biodiversité et la santé des forêts ; esthétique forestière; protéger les sites spéciaux ; récoltes de produits forestiers | Conformité aux lois et aux principes du FSC ; les droits fonciers et d'utilisation et les responsabilités; droits des peuples autochtones; relations communautaires et droits des travailleurs; avantages de la forêt; impact environnemental; plan de gestion; suivi et évaluation; la gestion des forêts à haute valeur de conservation ; gestion des plantations | Foresterie durable; productivité et santé des forêts; protection des ressources en eau; protection de la diversité biologique; esthétique et loisirs; protection des sites spéciaux; responsable de l'approvisionnement en fibre en Amérique du Nord ; conformité légale; rechercher; la formation et l'éducation; engagement communautaire et responsabilité sociale; transparence; amélioration continue; évitement d'approvisionnement controversé, y compris l'exploitation forestière illégale dans l'approvisionnement en fibre offshore |